# Villarrabé
Villarrabé es una localidad, una pedanía y también un municipio de la comarca de Páramo en la provincia de Palencia, comunidad autónoma de Castilla y León, España.

## Geografía
- El municipio cuenta con 264 habitantes (2007) incluyendo pedanías y su término municipal tiene una extensión de 79,78 km².
- El municipio celebra la fiesta de San Pelayo cada 26 de junio, en Villarrabé; 21 de agosto Santa Inés, en Villambroz. En San Llorente el 10 de agosto, San Lorenzo y en San Martín del Valle el 11 noviembre San Martín de Tours-
- Se encuentra situado a 58 km al noroeste de la capital provincial (Palencia), a 890 m de altitud.

### Pedanías
El municipio incluye las entidades locales menores de:
- Villambroz: Con 61 habitantes, celebra la fiesta trasladada de Santa Inés el 21 de agosto.
- San Llorente del Páramo: Celebra la fiesta de San Lorenzo el 10 de agosto.
- San Martín del Valle: Con 24 habitantes, celebra su fiesta cada 11 de noviembre.
- Villarrabé: con 37 habitantes actuales, celebra su fiesta el 26 de junio San Pelayo

## Demografía
Cuenta con una población de 177 habitantes (INE 2024).
| Gráfica de evolución demográfica de Villarrabé entre 1842 y 2021 |
| |
| Población de derecho según los censos de población del INE Población de hecho según los censos de población del INEEntre el censo de 1857 y el anterior, crece el término del municipio porque incorpora a 345107 (San Llorente del Páramo), 345111 (San Martín del Valle) y 345152 (Villambroz) |

## Economía
La actividad económica del municipio se basa en la producción de cereales y en la cría de ganado ovino y vacuno. Destaca la Central Lechera Vega Saldaña, en Villambroz y la Quesería Artesanal "Valle de San Juan" en Villarrabé.